# Йом га-Шоа
День пам'яті Катастрофи і героїзму європейського єврейства також День пам'яті жертв Голокосту та героїв спротиву (івр. יום הזיכרון לשואה ולגבורה); відомий в Ізраїлі та в інших країнах як Йом га-Шоа (івр. יום השואה), тобто День пам'яті Голокосту чи День Катастрофи — національний день пам'яті, який відзначається в Ізраїлі як день ушанування близько шести мільйонів євреїв, знищених під час Голокосту в результаті дій Третього Рейху та його союзників, а також ушанування Єврейського руху опору тих часів. Йом га-Шоа відзначають 27 нісана (квітень/травень), якщо тільки на цю дату не випадає єврейський шабат чи сусідні до нього дні, у цьому випадку відзначення зсувається на день.

## Історія
Йом га-Шоа започаткували 1953 року законом, який підписали Прем'єр-міністр Давид Бен-Гуріон та Президент Іцхак Бен-Цві.
Первинна пропозиція полягала у відзначенні дня пам'яті 14 нісана, на річницю повстання у Варшавському гетто (19 квітня 1943 року), але це виявилося проблемним, бо ця дата випадає на наступний день після свята Песах («Вихід»). Тому дату пересунули на 27 нісана. Через вісім днів після Йом га-Шоа Ізраїль відзначає День незалежності (Йом га-Ацмаут).
Багато ортодоксальних євреїв відзначають день пам'яті на Йом га-Шоа, але інші ортодоксальні спільноти — особливо Харедим, включаючи Хасидизм — поминають жертв Голокосту у дні жалоб, проголошені рабинами перед Голокостом, такі як Дев'яте ава (літо) та Десяте тевета (зима), оскільки традиційно єврейський місяць нісан вважається місяцем радості, яка пов'язана зі святом Песах.
Більшість єврейських спільнот проводять урочисті заходи цього дня, але нема одного ритуалу, якого дотримуються усі євреї. Спільними є запалювання меморіальної свічки та читання поминальної молитви Кадіш.

## Відзначання

### Ізраїль

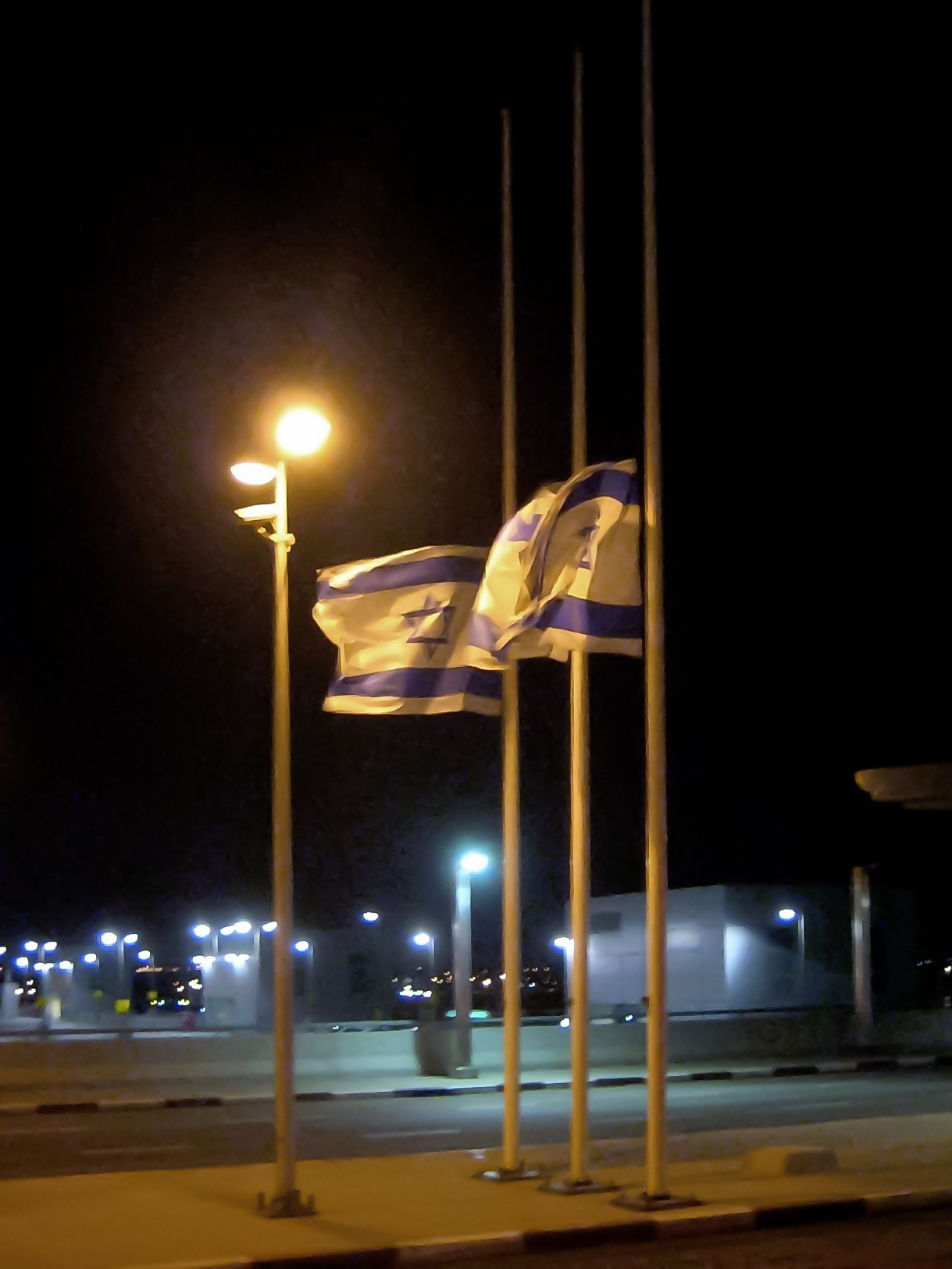
Приспущені прапори до половини флагштока на Йом га-Шоа

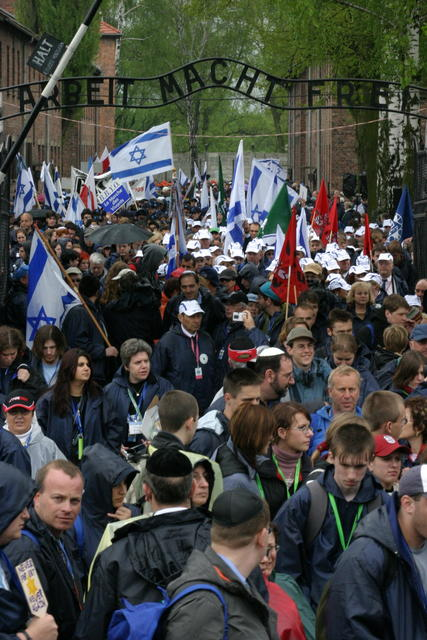
Марш живих від Аушвіц (Освенцим) до Біркенау

Відзначення Йом га-Шоа розпочинається в Ізраїлі на заході сонця[а] урядовою церемонією на площі Варшавського гетто перед Яд Вашем, меморіалом жертвам Голокосту. Під час цієї церемонії державні прапори приспущені до половини флагштока, Президент та Прем'єр-міністр виголошують промови; ті, що пережили Голокост, запалюють шість смолоскипів, які символізують шість мільйонів євреїв, які були знищені під час Голокосту, а головні рабини читають молитви.
Протягом цього дня церемонії проводяться у школах, військових базах та в інших державних та громадських організаціях.
У переддень та протягом Йом га-Шоа розважальні заклади є закриті. Документальні фільми та передачі про Голокост показують по телебаченні, на радіо звучать стримані пісні. О 10:00 ранку лунає сирена повітряної тривоги на території цілої країни, після цього люди мають дотриматися двох хвилин мовчання.
Відзначення Йом га-Шоа пересувається на четвер, якщо 27 нісана випадає на п'ятницю (як було у 2008 році) чи на понеділок, якщо 27 нісана випадає на неділю. 27 нісана не випадає на суботу.

### За межами Ізраїлю
Євреї з діаспори можуть відзначати цей день у синагозі, або у громаді. Багато програм передбачають зустрічі із тими, хто пережили Голокост, чи їхніми прямими нащадками, чи фільми про Голокост. Із 1998 року проводиться «Марш живих» від лагеря Аушвіц до лагеря Біркенау в польському місті Освенцим, який протиставляється маршам смерті.

## Дати за григоріанським календарем
- 2016: четвер, 5 травня[1]
- 2017: понеділок, 24 квітня
- 2018: четвер, 12 квітня
- 2019: четвер, 2 травня
- 2020: вівторок, 21 квітня
- 2021: четвер, 8 квітня
- 2022: четвер, 28 квітня
- 2023: вівторок, 18 квітня
- 2024: понеділок, 06 травня
- 2025: четвер, 24 квітня

## Виноски
1. 1 2 3  В Ізраїлі відзначають День Катастрофи і героїзму європейського єврейства. ua.112.ua. 4 травня 2016. Архів оригіналу за 7 травня 2016. Процитовано 5 травня 2016.
2. ↑  27 січня – Міжнародний день пам’яті жертв Голокосту. www.radiosvoboda.org. 26.01.2008. Архів оригіналу за 25 лютого 2014. Процитовано 08.05.2016.
3. 1 2  Йоакім Неандер (2011). ОБРАЗ АУШВІЦА В ПОЛІТИЦІ ІСТОРІЇ (PDF). holocaust.kiev.ua. Архів оригіналу (PDF) за 16.06.2015. Процитовано 08.05.2016.
4. 1 2  Remembrance Day Calendar. Меморіальний музей Голокосту (США). Архів оригіналу за 15 квітня 2015. Процитовано 15 квітня 2015.
5. ↑  Gilad, Elon (27 квітня 2014). The history of Holocaust Remembrance Day. Haaretz. Архів оригіналу за 30 квітня 2014. Процитовано 1 травня 2014.
6. ↑  Feinstein, Moshe (1996). Igros Moshe, Volume 8, Yoreh Deah, Siman 57. New York. с. 289.
7. ↑  Holocaust Memorial Day (Yom Ha-Shoah). Jewish Virtual Library. 2011. Архів оригіналу за 10 травня 2011. Процитовано 1 травня 2011.
8. ↑  Holocaust Martyrs’ and Heroes’ Remembrance Day, April 18–19, 2012. Yad Vashem. Архів оригіналу за 4 червня 2016. Процитовано 20 квітня 2012.
9. ↑  Danna Harman (28 квітня 2014). WATCH: Israelis Pause in Silence as Siren Sounds for Holocaust Remembrance Day (англ.). www.haaretz.com. Архів оригіналу за 17 квітня 2015. Процитовано 5 травня 2016.